# Троїцький літопис
Троїцький літопис — літописний звід початку XV століття, що не зберігся дотепер в оригіналі.

## Історія
Названий літопис за йменням Троїце-Сергієвої Лаври, де він зберігався. Написаний півуставом XV століття на пергаменті. Виявлений в бібліотеці монастиря в 1760-х роках академіком Петербурзької Академії Наук Г. Ф. Міллером. Вже список літопису згорів під час московської пожежі 1812 року. Можливо він є списком звіту митрополита Кипріяна.
Деякими дослідниками припускається, що автором його є Єпіфаній Премудрий, інок Троїце-Сергієвої лаври, що виконував обов'язки секретаря митрополита Фотія. Йому також належать «Слово про житіє і вченні Стефана Пермського» і «Похвальне слово і житіє Сергія Радонезького».
М. М. Карамзін в «Історії держави Російської» дуже уважно поставився до Троїцького літопису, даючи з нього виписки, зроблені до пожежі. Літопис, як писав Карамзін, був частиною якогось раннього літопису. Карамзін припускав, що цей твір мав назву «Літопис великий роський». Шахматов Олексій Олександрович стверджував схожість Троїцької літопису з Лаврентіївському літописом. Намагався реконструювати текст літопису М. Д. Присьолков.

## Зміст
Як випливає з опису рукопису, складався він з 371 аркушів. Виклад подій у літописі починається з Повісті врем'яних літ і триває до 1408, закінчуючи едигейською навалою. Розповідається про Куликовську битву, нашестя Тохтамиша. Останні 20 аркушів розповідають про життя Сергія Радонезького. Негативно літопис відгукується про Дмитра Донського, і навпаки, виступає за його противників Великого князя Литовського Ольгерда і Михайла Олександровича Тверського.